# Jose Molina
Pour les articles homonymes, voir Molina.
Jose Molina (né en 1971 à San Juan, Puerto Rico) est un scénariste américain pour différentes séries télévisées.

## Filmographie
- 2000 : Dark Angel - Saison 1 épisode : 8, 11, 16
- 2001 : Dark Angel - Saison 2 épisode : 6, 17, 20
- 2002 : Firefly - Saison 1 épisode : 8, 14
- 2003 : New York, unité spéciale - Saison 5 épisode : 12, 21
- 2004 : New York, unité spéciale - Saison 6 épisode : 3, 13
- 2005 : New York, unité spéciale - Saison 7 épisode : 11, 15
- 2006 : FBI : Portés disparus - Saison 5 épisode : 7, 16, 23
- 2007 : FBI : Portés disparus - Saison 6 épisode : 13
- 2011 : Star Wars : The Clone Wars - Saison  épisode : 1, 2, 3

## Récompenses
- En 2006, il gagne aux ALMA Award pour le scénario de l'épisode Alien (7-11) de la série New York, unité spéciale